# Partit Demòcrata Possibilista
El Partit Demòcrata Possibilista fou el nom que adoptà el 1879 el Partit republicà Democràtic Federal, partit polític espanyol d'ideologia republicana que havia sorgit després de la Revolució de setembre de 1868. L'experiència del fracàs de la Primera República va provocar la ruptura del Partit Republicà. Els republicans conservadors, partidaris d'Emilio Castelar, van crear el Partit Possibilista, també anomenat Històric o Governamental. Volia diferenciar-se del Partit Republicà Progressista, nascut amb la intenció d'agrupar totes les forces republicanes, tant els centristes de Salmerón, com els progressistes democràtics de Cristino Martos Balbi i altres, i vinculat amb Manuel Ruiz Zorrilla. Bona part dels possibilistes el 1881 s'integraren al Partit Republicà Progressista. El seu òrgan va ser El Pueblo Español, a Madrid. Un cop la Restauració borbònica fou un fet, va centrar el seu programa en el sufragi universal i en la participació electoral sense qüestionar la monarquia, cosa en la qual va rebre suport del Partit Liberal. Quan el 1890 es va aprovar el sufragi universal, es va integrar en el Partit Liberal.
A Catalunya els principals dirigents en foren Eusebi Corominas i Cornell i Eusebi Pascual i Casas, que el 1878 fundaren el diari La Publicidad, i a Mallorca el principal dirigent fou Joaquim Fiol i Pujol, director de La Opinión (1879-1890).